# Wallace Spencer Pitcher
Wallace (Wally) Spencer Pitcher FGS (3 mars 1919 - 4 septembre 2004) est un géologue britannique.

## Carrière
Pitcher est né à Londres et s'intéresse aux fossiles dès son enfance. À 17 ans, il commence à travailler comme essayeur adjoint, fréquentant l'université à temps partiel pour étudier en vue d'obtenir un diplôme en chimie et géologie au Chelsea College de Londres, obtenant son diplôme après le service militaire en 1947.
Le professeur Herbert Harold Read de l'Imperial College lui offre un poste de démonstrateur avec la possibilité d'étudier les roches granitiques à Donegal, et Pitcher, avec sa femme Stella Scutt, lance en 1948 un programme de 25 ans de cartographie des roches à Donegal. Il est promu maître de conférences adjoint (1948) puis maître de conférences (1950-1955). Il développe de nouvelles procédures basées sur la colorimétrie et la photométrie de flamme qui accélèrent les analyses de roche. En 1972, il publie The Geology of Donegal: A Study of Granite Emplacement and Unroofing.
En 1955, il s'installe au King's College de Londres en tant que lecteur en géologie, puis en 1962 à la chaire George Herdman de géologie de l'Université de Liverpool où il reste jusqu'à sa retraite en 1981. Pendant son séjour à Liverpool, il participe à des enquêtes sur le terrain des roches dans les Andes péruviennes.
Il occupe le poste de secrétaire (1970-1973), puis président (1977-1978) de la Société géologique. Il est membre fondateur de l'Institution of Geologists et leur médaillé Aberconway en 1983. Il écrit un autre livre, The Nature of and Origin of Granite (1993); deuxième édition (1997) ,.